# Devecseriné Guthi Erzsébet
Devecseriné Guthi Erzsébet (Budapest, 1892. augusztus 28. – Budapest, 1965. április 28.) magyar operaénekes, író, műfordító.

## Élete
Apja Guthi Soma ügyvéd és író, anyja Füredi Eszter operaénekes, fia Devecseri Gábor író volt. 1916. május 31-én Budapesten, az Erzsébetvárosban kötött házasságot Devecseri Emil bankhivatalnokkal.
Pályafutását operaénekes-nőként kezdte, majd műfordítói tevékenységet folytatott. Gogol, Csehov, Leszkov, Alekszej Tolsztoj, Dosztojevszkij, Somerset Maugham, John Erskine, Wodehouse műveiből fordított, valamint több más amerikai, francia, német, olasz szerző művét is tolmácsolta magyarul.
Szívesen járt irodalmi kávéházakba. Barátai többnyire irodalmárok és azok családtagjai; Kosztolányi Dezső, Karinthy Frigyes, Karinthy Ferenc, Rozsnyay Kálmán és családtagjaik voltak, akikkel 1933–1938 között Nógrádverőcén töltötték a nyarakat. Búvópatak című önéletrajzi regényében emlékszik vissza az ott töltött időkre.

## Főműve
- Búvópatak (önéletrajz, Budapest, 1963)